# کیم سون-یونگ (بازیگر، زاده ۱۹۸۰)
این یک نام کره‌ای است؛ نام خانوادگی کیم است.
کیم سون-یونگ (کره‌ای: 김선영؛ زادهٔ ۱۷ آوریل ۱۹۸۰) بازیگر و خواننده اهل کره جنوبی است که بیشتر به خاطر ایفای نقش در فیلم‌های کره‌ای تعقیب‌کننده، درس عشق، کیوتی، و جنگ زن: یک قرارداد ناخوشایند شناخته می‌شود.